# Herman M. Parris
Herman M. Parris (Oekraïens: Герман М. Парріс)  (Jekaterinoslav, 30 oktober 1903 – Philadelphia, 14 januari 1973) was een Oekraïens-Amerikaans medicus en componist.

## Levensloop
Parris kwam al in jonge jaren naar de Verenigde Staten. Aldaar studeerde hij geneeskunde onder andere aan het "Jefferson Medical College".  Hij maakte carrière in zijn beroep, maar hij studeerde eveneens muziek aan de Universiteit van Pennsylvania in Philadelphia. Als componist schreef hij een aantal van werken voor orkest, harmonieorkest, liederen en kamermuziek. 

## Composities

### Werken voor orkest
- 1948 The Hospital Suite, voor orkest
  1. A Nurse (allegro amabile)
  2. Pre-operation Prayer (andantino)
  3. The Operating Room (allegro-molto agitato)
  4. Anaesthesia (presto)

### Werken voor harmonieorkest
- 1959 Dance of the toy clowns
- Suite nr. 1

### Vocale muziek
- 1950 Who's Crying 1950, voor zangstem en piano - tekst: Frank Capano
- 1959 My heart is yours, voor zangstem en piano
- 1959 You're in my heart, voor zangstem en piano
- Russian song

### Kamermuziek
- 1956 Woodwind miniatures, voor blaaskwintet
- 1959 Nocturne and Burlesca, voor basklarinet en piano
- 4 Rhapsodies, voor 4 hoorns, 3 trompetten, 3 trombones en tuba
- Seven Moods, voor koperkwartet

### Werken voor piano
- 1977 Stately dance
- 1978 Prelude II
- 1978 Prelude III